# کنعان قره‌مان
کنعان قره‌مان (زادهٔ ۵ مارس ۱۹۹۴) بازیکن فوتبال اهل ترکیه است.
از باشگاه‌هایی که در آن بازی کرده‌است می‌توان به باشگاه فوتبال هوفنهایم، باشگاه فوتبال اشتوتگارت، و باشگاه فوتبال هانوفر ۹۶ اشاره کرد.
وی همچنین در تیم‌های ملی فوتبال زیر ۲۱ سال ترکیه، و ترکیه بازی کرده‌است.